# توبار
بلدية توبار (بالإسبانية: Tobar)‏, هي إحدى بلديات مقاطعة برغش, التي تقع في منطقة قشتالة وليون, والتي تقع في شمال غرب إسبانيا.
يبلغ عدد سكانها 49 نسمة وفقاً لإحصائية سنة (2002).